# No Excuses
Singles de Alice in Chains
Down in a Hole
(1993) I Stay Away
(1994)
No Excuses est le premier single du groupe de rock américain Alice in Chains issu du EP Jar of Flies (1994). La chanson a été incluse dans les compilations Nothing Safe: Best of the Box (1999), Music Bank (1999), Greatest Hits (2001) et The Essential Alice in Chains (2006). La chanson a été bien reçue par la critique musicale et a été un succès commercial. Elle est devenue l'une des chansons les plus populaires et bien connue du groupe.

## Composition
Jerry Cantrell joue sur ce titre un riff de guitare construit autour d'une progression d'accords aux sonorités suspendues ainsi que le batteur qui joue une rythmique plutôt calme et syncopée qui donne un aspect moins lourd et plus légère à la chanson.

## Paroles
Les paroles ont été écrites par Jerry Cantrell sur sa relation instable avec le chanteur Layne Staley.

## Personnel
- Layne Staley – chant
- Jerry Cantrell – Guitare acoustique et électrique, chant principale
- Mike Inez – basse
- Sean Kinney – batterie

## Reprises
En 2015, le groupe de sludge metal américain Thou en fait une reprise qui apparait sur l'EP Only You Deserve Conceit.